# Roodshow
Roodshow was een Nederlands radioprogramma van AVROTROS, uitgezonden op NPO Radio 2. De presentatie was in handen van Jan-Willem Roodbeen, met Wendy Hendrikse als sidekick.

## Geschiedenis

### 2010-2015
Het programma werd van maandag tot en met vrijdag uitgezonden tussen 14:00 en 16:00 uur. Het programma bestond uit verschillende onderdelen, afgewisseld door muziek. Diverse onderdelen in dit programma waren: de Dag Top 3, de IntroRally (CD van jou, CD van mij), de RoadRunner (miepmiep) en op vrijdag de Muziekbingo met live muziek. Op 3 september 2014 werd de duizendste uitzending gemaakt. In september 2015 werd aangekondigd dat het programma vanaf januari naar de avond verhuist.

### 2016
De Roodshow Late Night werd uitgezonden van maandag tot en met donderdag tussen 22:00 en middernacht. Onderdeel van het programma was onder meer de  'Oldtimer Collectie' , waarin een minimaal 40 jaar oude hit gedraaid werd. 
Een ander onderdeel was De Deurbel waarin elke dag een gast langs kwam die ergens over enthousiast is, veel van weet of goed in is. Jan-Willem wist pas wie deze persoon was wanneer hij of zij 'aanbelde' en de intercom insprak.
Een terugkerend spel in de Roodshow Late Night was de Titelpiep waar weggepiepte woorden samen een titel van een ander nummer vormden. 
Op donderdagavond was het popquiz avond waarbij luisteraars prijzen konden winnen.

### 2018
In juni 2018 werd bekend dat Jan-Willem Roodbeen samen met Jeroen Kijk in de Vegte per maandag 2 juli 2018 Gerard Ekdom opvolgen die naar Radio 10 is vertrokken. Zij presenteren vanaf dan de nieuwe dagelijkse NPO Radio 2 ochtendshow Jan-Willem start op. Derhalve was de laatste uitzending van de Roodshow Late Night op donderdag 28 juni 2018.